# 武茨巴赫
武茨巴赫（德語：Wurzbach，發音：[ˈvʊʁtsˌbax] ⓘ）是德国图林根州萨勒-奥拉县的城市，面积72.32平方千米，2023年12月31日人口为2,940人。